# Javier Hernán García
Javier Hernán García (Buenos Aires, 29 gennaio 1987) è un calciatore argentino, portiere del Boca Juniors.

## Carriera

### Boca Juniors
Muove i suoi primi passi nel settore giovanile degli Xeneizes nel 1997, a 10 anni. Nel 2006 viene promosso come terzo portiere della prima squadra, dietro Aldo Bobadilla e Pablo Migliore. Nel 2007 l'uscita di scena del paraguaiano Bobadilla promuove l'arrivo di Mauricio Caranta, ma García continua ad essere il terzo portiere. Nel 2008 la cessione di Pablo Migliore al Racing Club lo promuove come secondo portiere. Il suo esordio dal primo minuto avviene alla Bombonera il 24 agosto, nel match che vedeva contrapposti il Boca e il Lanús. La partita finì 2-1 per i padroni di casa, dopo una rimonta firmata Vargas e Chávez, che rispondono al gol iniziale di José Sand, futuro capocannoniere dell'Apertura. Carlos Ischia decide di promuoverlo come portiere titolare. Gioca poi tutte le partite fino alla fine del campionato.

### Tigre
Il 12 luglio 2011 passa in prestito con diritto di riscatto al Tigre. Nel 2012 viene riscattato dal club.
Dopo 179 partite difendendo la porta del Matador, nel 2017 lascia il club.

### Racing Club
Il 23 agosto 2017 si concretizza il trasferimento al Racing Club. Esordisce in occasione della sconfitta per 1-0 contro il Banfield nel campionato argentino. Il 9 febbraio 2020 è il migliore in campo in occasione della vittoria per 1-0 nel Clásico de Avellaneda contro l'Independiente, passato alla storia come il clásico vinto giocando in 9, con due giocatori in meno (espulsi), tra cui Gabriel Arias, portiere titolare da lui degnamente sostituito. Il 7 agosto 2020 non trova l'accordo per rinnovare il contratto. Lascia il club dopo 14 presenze, 10 reti subite e due titoli.

### Ritorno al Boca Juniors
Il 20 agosto 2020 approda a costo zero al club che lo ha formato calcisticamente, firmando un contratto della durata di 2 anni.

## Statistiche

### Presenze e reti nei club
Statistiche aggiornate al 29 gennaio 2025.
| Stagione            | Squadra             | Campionato          | Campionato | Campionato | Coppe nazionali | Coppe nazionali | Coppe nazionali | Coppe continentali | Coppe continentali | Coppe continentali | Altre coppe | Altre coppe | Altre coppe | Totale | Totale |
| Stagione            | Squadra             | Comp                | Pres       | Reti       | Comp            | Pres            | Reti            | Comp               | Pres               | Reti               | Comp        | Pres        | Reti        | Pres   | Reti   |
| ------------------- | ------------------- | ------------------- | ---------- | ---------- | --------------- | --------------- | --------------- | ------------------ | ------------------ | ------------------ | ----------- | ----------- | ----------- | ------ | ------ |
| 2006-2007           | Boca Juniors        | PD                  | 0          | 0          | -               | -               | -               | CL+CS              | -                  | -                  | -           | -           | -           | 0      | 0      |
| 2007-2008           | Boca Juniors        | PD                  | 0          | 0          | -               | -               | -               | CL+CS              | 0+4                | 0 + -5             | Cmc         | 0           | 0           | 4      | -5     |
| 2008-2009           | Boca Juniors        | PD                  | 14         | -13        | -               | -               | -               | CL+CS              | 0                  | 0                  | RS          | 0           | 0           | 14     | -13    |
| 2009-2010           | Boca Juniors        | PD                  | 15         | -25        | -               | -               | -               | -                  | -                  | -                  | -           | -           | -           | 15     | -25    |
| 2010-2011           | Boca Juniors        | PD                  | 13         | -12        | -               | -               | -               | -                  | -                  | -                  | -           | -           | -           | 13     | -12    |
| 2011-2012           | Tigre               | PD                  | 37         | -34        | -               | -               | -               | CS                 | 6                  | -7                 | -           | -           | -           | 43     | -41    |
| 2012-2013           | Tigre               | PD                  | 26         | -40        | -               | -               | -               | CL                 | 8                  | -11                | -           | -           | -           | 34     | -51    |
| 2013-2014           | Tigre               | PD                  | 36         | -33        | CA              | -               | -               | -                  | -                  | -                  | -           | -           | -           | 36     | -33    |
| 2014                | Tigre               | PD                  | 19         | -26        | CA              | 2               | -1              | -                  | -                  | -                  | -           | -           | -           | 21     | -27    |
| 2015                | Tigre               | PD                  | 21         | -21        | CA              | 1               | 0               | -                  | -                  | -                  | -           | -           | -           | 22     | -21    |
| 2016                | Tigre               | PD                  | 16         | -17        | CA              | 1               | 0               | -                  | -                  | -                  | -           | -           | -           | 17     | -17    |
| 2016-2017           | Tigre               | PD                  | 10         | -13        | CA              | 1               | -2              | -                  | -                  | -                  | -           | -           | -           | 11     | -15    |
| Totale Tigre        | Totale Tigre        | Totale Tigre        | 165        | -184       |                 | 5               | -3              |                    | 14                 | -18                |             | -           | -           | 184    | -205   |
| 2017-2018           | Racing Club         | PD                  | 3          | -1         | CA              | 1               | -1              | CL                 | 0                  | 0                  | -           | -           | -           | 4      | -2     |
| 2018-2019           | Racing Club         | PD                  | 7          | -4         | CA              | 0               | 0               | CS                 | 0                  | 0                  | CdSL+TC     | 0           | 0           | 7      | -4     |
| 2019-2020           | Racing Club         | PD                  | 2          | -1         | CA              | 0               | 0               | CL                 | 0                  | 0                  | CdSL        | 1           | -3          | 3      | -4     |
| Totale Racing Club  | Totale Racing Club  | Totale Racing Club  | 12         | -6         |                 | 1               | -1              |                    | 0                  | 0                  |             | 1           | -3          | 14     | -10    |
| ago.-dic. 2020      | Boca Juniors        | -                   | -          | -          | CA+CdL          | 1+0             | -1 + 0          | CL                 | -                  | -                  | -           | -           | -           | 1      | -1     |
| 2021                | Boca Juniors        | PD                  | 2          | -2         | CA+CdL          | 0+1             | 0 + -1          | CL                 | 0                  | 0                  | -           | -           | -           | 3      | -3     |
| 2022                | Boca Juniors        | PD                  | 3          | -6         | CA+CdL          | 4+4             | -4 + -3         | CL                 | 1                  | -2                 | SA+TC       | 1+0         | 0           | 13     | -15    |
| 2023                | Boca Juniors        | PD                  | 4          | -4         | CA+CdL          | 1+5             | -1 + -7         | CL                 | 0                  | 0                  | SI          | 1           | -2          | 11     | -14    |
| 2024                | Boca Juniors        | PD                  | 0          | 0          | CA+CdL          | 0+1             | 0 + -2          | CS                 | 0                  | 0                  | -           | -           | -           | 1      | -2     |
| 2025                | Boca Juniors        | PD                  | 0          | 0          | CA              | 0               | 0               | CL                 | -                  | -                  | Cmc         | -           | -           | 0      | 0      |
| Totale Boca Juniors | Totale Boca Juniors | Totale Boca Juniors | 51         | -62        |                 | 6+11            | -6 + -13        |                    | 5                  | -7                 |             | 2           | -2          | 75     | -90    |
| Totale carriera     | Totale carriera     | Totale carriera     | 228        | -252       |                 | 23              | -23             |                    | 19                 | -25                |             | 3           | -5          | 273    | -305   |

### Cronologia presenze e reti in nazionale
| Cronologia completa delle presenze e delle reti in nazionale ― Argentina | Cronologia completa delle presenze e delle reti in nazionale ― Argentina | Cronologia completa delle presenze e delle reti in nazionale ― Argentina | Cronologia completa delle presenze e delle reti in nazionale ― Argentina | Cronologia completa delle presenze e delle reti in nazionale ― Argentina | Cronologia completa delle presenze e delle reti in nazionale ― Argentina | Cronologia completa delle presenze e delle reti in nazionale ― Argentina | Cronologia completa delle presenze e delle reti in nazionale ― Argentina |
| Data                                                                     | Città                                                                    | In casa                                                                  | Risultato                                                                | Ospiti                                                                   | Competizione                                                             | Reti                                                                     | Note                                                                     |
| ------------------------------------------------------------------------ | ------------------------------------------------------------------------ | ------------------------------------------------------------------------ | ------------------------------------------------------------------------ | ------------------------------------------------------------------------ | ------------------------------------------------------------------------ | ------------------------------------------------------------------------ | ------------------------------------------------------------------------ |
| 16-3-2011                                                                | San Juan                                                                 | Argentina                                                                | 4 – 1                                                                    | Venezuela                                                                | Amichevole                                                               | -1                                                                       | 46’                                                                      |
| Totale                                                                   |                                                                          | Presenze                                                                 | 1                                                                        |                                                                          | Reti                                                                     | 0                                                                        |                                                                          |

## Palmarès

### Club

#### Competizioni internazionali
- Coppa Libertadores: 1

Boca Juniors: 2007
- Recopa Sudamericana: 1

Boca Juniors: 2008

#### Competizioni nazionali
- Campionato argentino: 2

Boca Juniors: 2008-2009 (A), 2022
Racing Club: 2018-2019
- Trofeo de Campeones de la Superliga Argentina: 1

Racing Club: 2019
- Copa Argentina: 1

Boca Juniors: 2019-2020
- Copa de la Liga Profesional: 1

Boca Juniors: 2022
- Supercopa Argentina: 1

Boca Juniors: 2022

### Nazionale
- Campionato mondiale Under-20: 1

2007